# Kor (Star Trek)
Kor (klingonul: qOr,), Rainar fia, a Dahar-mester, a Klingon Birodalom egyik legnagyobb harcosa, a Star Trek sci-fi univerzum egyik jelentősebb mellékszereplője, megformálója a sorozatokban John Colicos. Először a Star Trek: The Original Series első évadának 27. részében láthattuk (ERRAND OF MERCY -- A KEGYELEM KÜLDETÉSE).

## Életútja
Születéséről és gyermekkoráról semmit nem tudunk, mindössze annyi biztos, hogy 2260-ra már parancsnok a Klingon Védelmi Erőknél, illetve ő volt 2267-ben a Föderációs-Klingon háborúban az Organia bolygót megszálló klingon erők parancsnoka. Később az Organiaiak távozásra kényszerítették a föderációs és a klingon erőket is a bolygóról.
2269-ben az IKS Klothos klingon hadihajó kapitánya lett, mely elsőként rendelkezett álcázó berendezéssel, és első támadása, mely a föderációs Celeb IV kolónia ellen zajlott, sikeres volt. Itt harcolt először együtt későbbi barátjával, Kaanggel.
2271-ben Kor vezeti a győztes Klingonokat a Klach D'Kel Brakti csatában a Romulánok ellen. 
2280-as években egy Albínó nevű fosztogatót kellett elfognia Kaang és Koloth kapitányokkal közösen. Bár az Albínót legyőzték, ám az elmenekült, és megesküdött, hogy megöli a három klingon kapitány elsőszülött fiait. Ezt később be is váltotta, ezért Kor, Koloth, és Kang, föderációs barátjukkal, Curzon Dax-szal közösen vérbosszút eskütdek ellene, amit 2370-ben véghez is vittek, ám Kaang és Koloth a harcban meghalt.
2372-ben Worf és Jadzia Dax parancsnokhelyettessel közösen kereste és találta meg Kahless legendás kardját. Ám rá kellett jönniük, hogy az nemhogy nem erősíti meg a klingonkat, inkább széthúzást szít, ezért inkább újra elveszejtették azt.
A Domínium elleni háborúban memóriazavara miatt, mivel nem volt képes kellő ideig koncentrálni, visszaminősítették harmadtisztté, és csak Worf segítségével juthatott fel az IKS Ch'Tang-ra. Betegsége miatt többször is veszélybe sodorta a hajó küldetését, ezért hogy lemossa az őt ért szégyent, hat önkéntessel és egy sérült hajóval, az IKS Ningh'Tao-val öngyilkos akcióban feltartóztatta a túlerőben lévő domínium-erőket.